# Українська сільрада (Амурська область)
Украї́нська сільра́да (рос. Украинский сельсовет) — російське сільське поселення у Серишевському районі Амурської области. Адміністративний центр — село Українка.

## Історія
24 січня 2005 року згідно з Законом Амурської области № 425-ОЗ муніципальному утворенню було надано статус сільського поселення.

## Населення
| 2002  | 2010  | 2011  | 2012  | 2013  | 2014  | 2015  |
| ----- | ----- | ----- | ----- | ----- | ----- | ----- |
| 1315  | ↗1525 | ↘1524 | ↗1531 | ↘1512 | ↘1495 | ↘1484 |
| 2016  | 2017  | 2018  |       |       |       |       |
| ↘1471 | ↘1451 | ↘1404 |       |       |       |       |

## Склад сільського поселення
| № | Населений пункт | Тип населеного пункту        | Населення |
| - | --------------- | ---------------------------- | --------- |
| 1 | Вірне           | село                         | ▼ 129     |
| 2 | Новоохоче       | село                         | ▼ 115     |
| 3 | Українка        | село, адміністративный центр | ▼ 1160    |